# Данґо

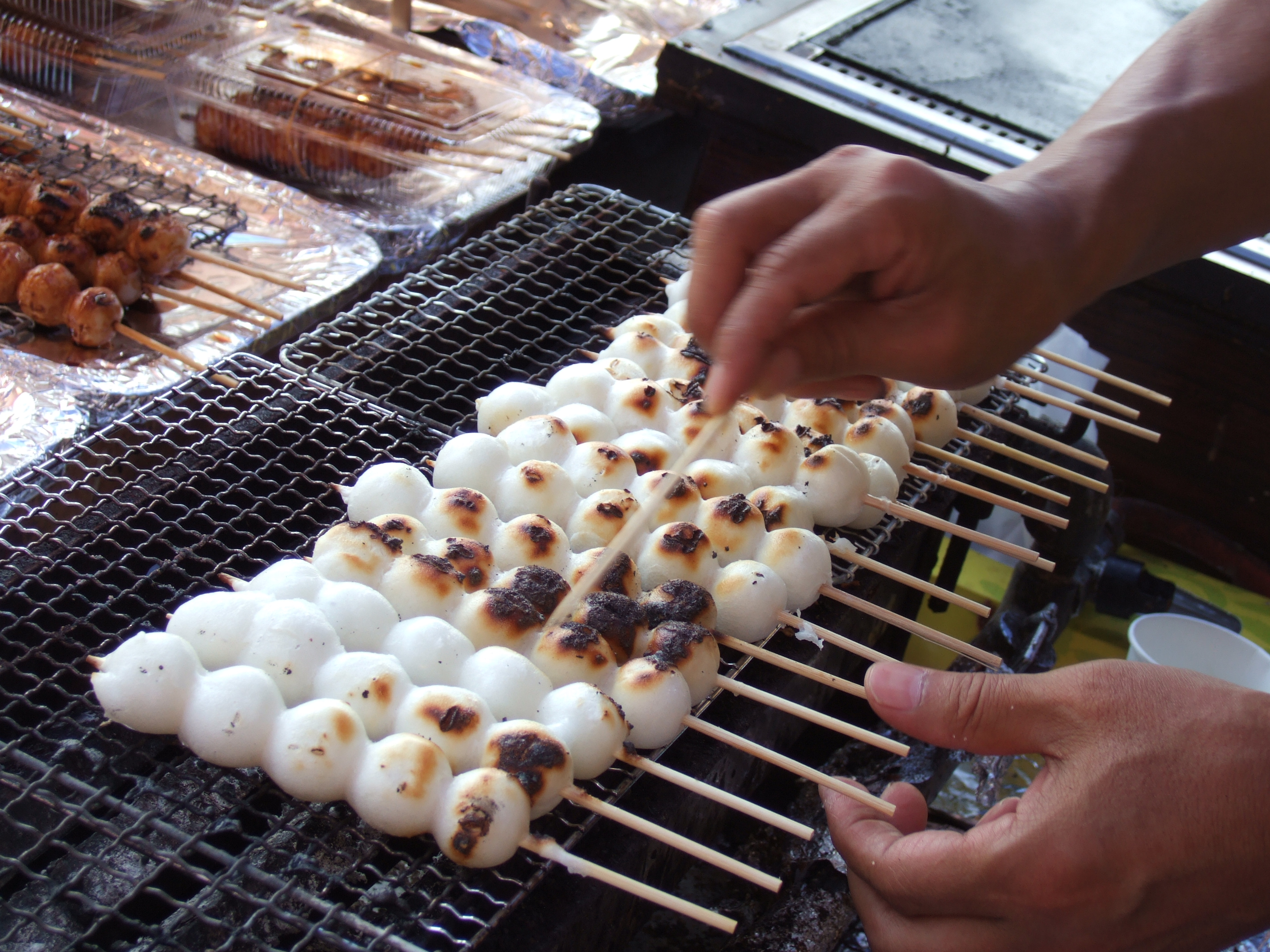
Приготування мітарасі данго

Данґо (яп. 団子) або оданґо (яп. お団子) — японські кульки мочі на паличці, зазвичай подаються із соусом.

## Значення
Дослідник української та японської міфології Хіросі Катаока стверджує, що це спеціальна їжа для душ померлих. В останній день Бону готували так звані прощальні галушки «данґо», що повинні були підтримати силу духу предків поверненням у «той» світ.

## Види данґ
Існує декілька різновидів данґ, частина з котрих названа у честь приправ, що йдуть до нього:
- Ан-данґо включає в себе анко, пасту з червоної квасолі.
- Боччян данґо — триколірне данго, частини якого фарбуються червоною квасолею, яйцем і зеленим чаєм.
- Ґома данґо посипається насінням кунжуту.
- Кінако данґо містить соєве борошно.
- Куші данґо — данґо, насаджене на шомпол.
- Мітараші — данґо, покрите сиропом, який складається з соєвого соусу, цукру і крохмалю.
- Саса данґо — традиційне данґо префектури Ніїґата, завернуте в сасу — різновид бамбука. Існує два види саса данґо — онна данґо (дослівно «жіноче данґо»), наповнене анком, і отоко данґо (дослівно «чоловіче данґо»).
- Теппан-які — данґо, приготоване способом теппан-які.
- Чічі данґо має трішки солодкий смак і вживається як десерт.
- Чяданґо[3] — данґо ароматизоване зеленим чаєм, може посипатись його листочками.
- Ханамі данґо — також триколірне данґо. Зазвичай виготовляється у сезон цвітіння сакури і вживається на свята милування сакурою.
- Цукімі данґо готують і їдять на честь свята милування місяцем.

## Галерея

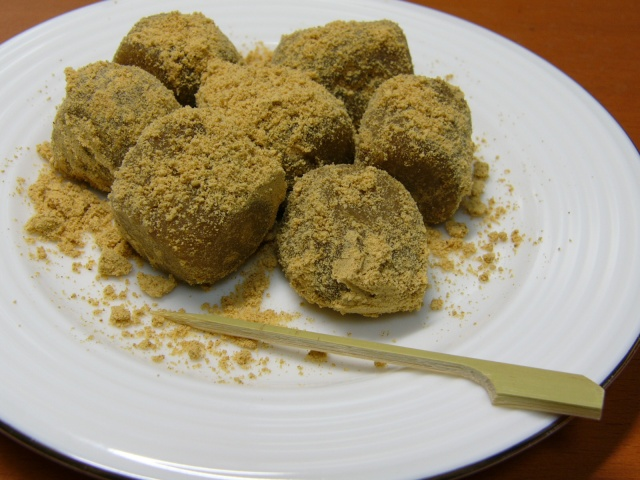
Кінако данґо
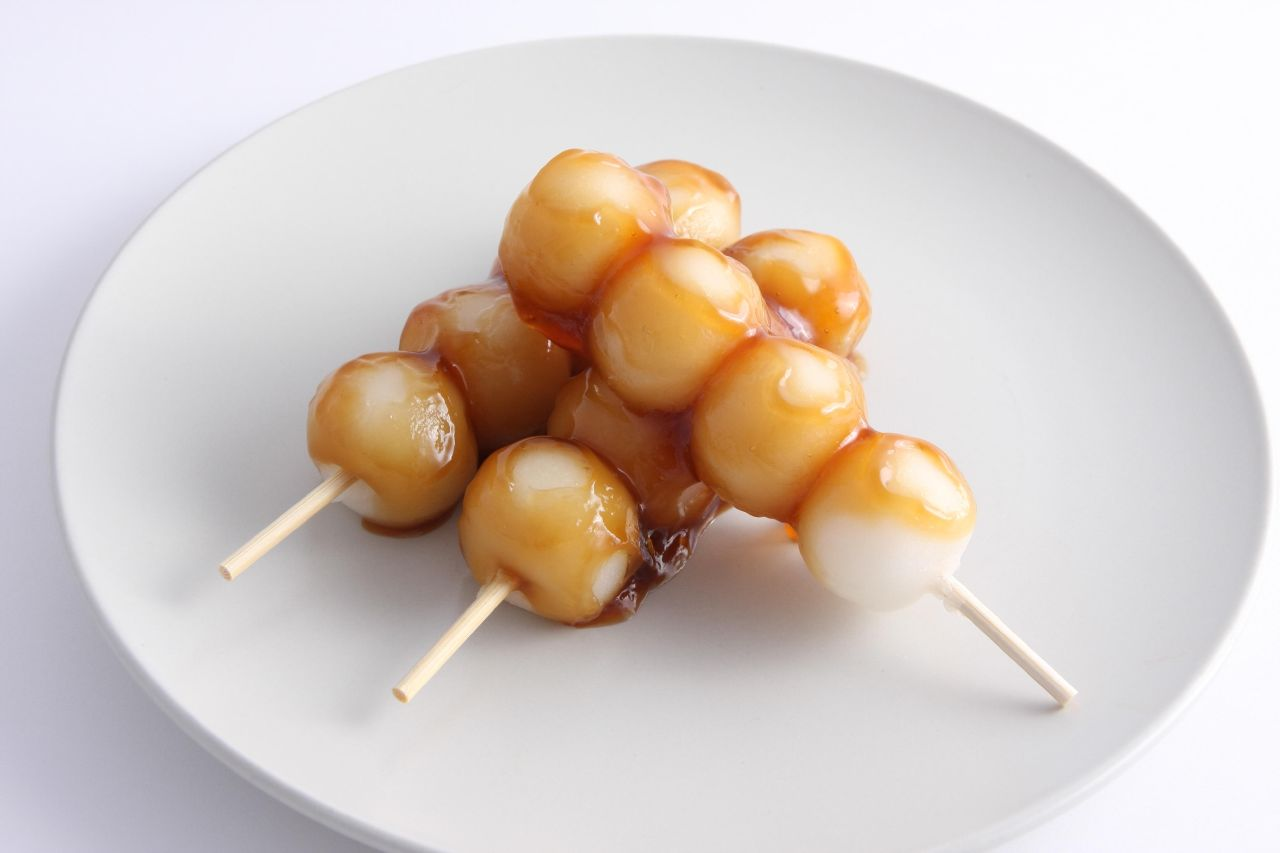
Мітараші данґо
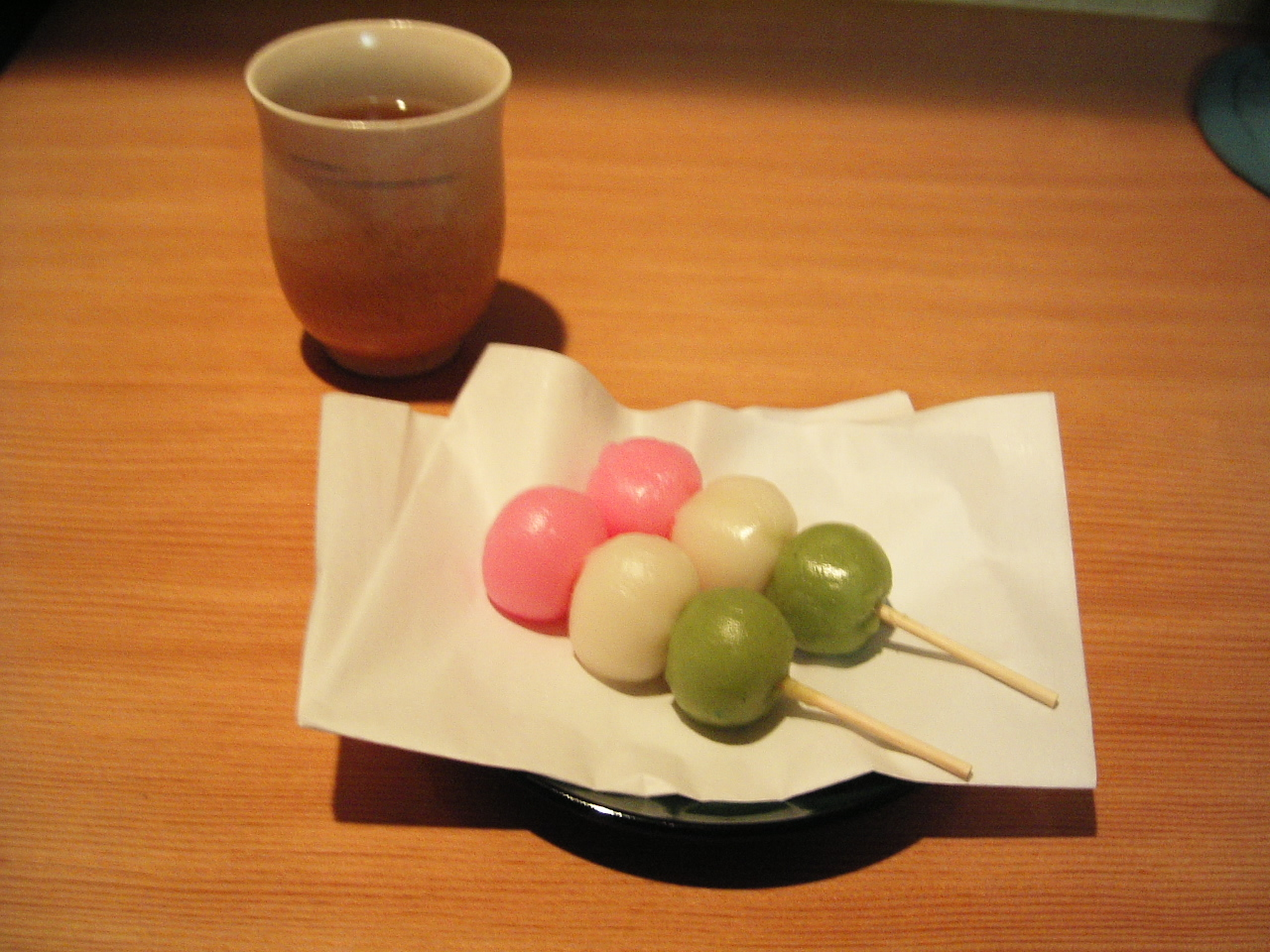
Ханамі данґо
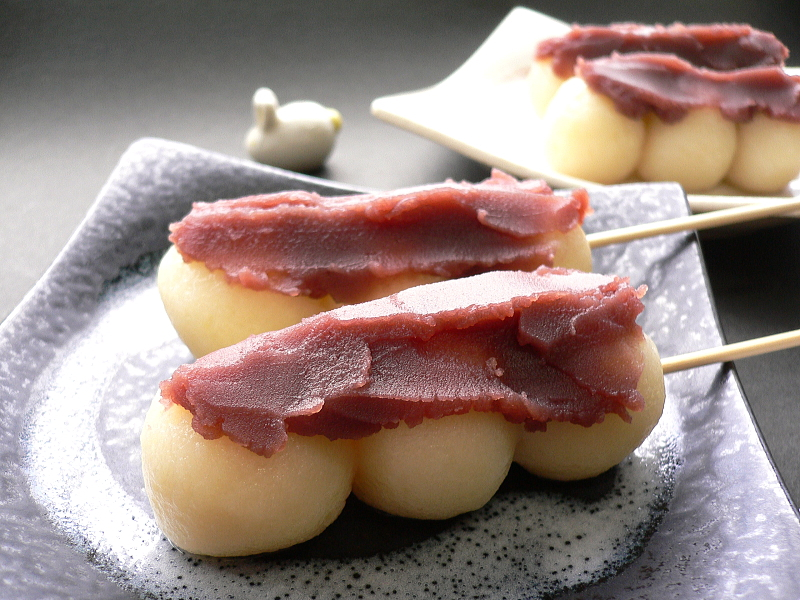
Цукімі данґо
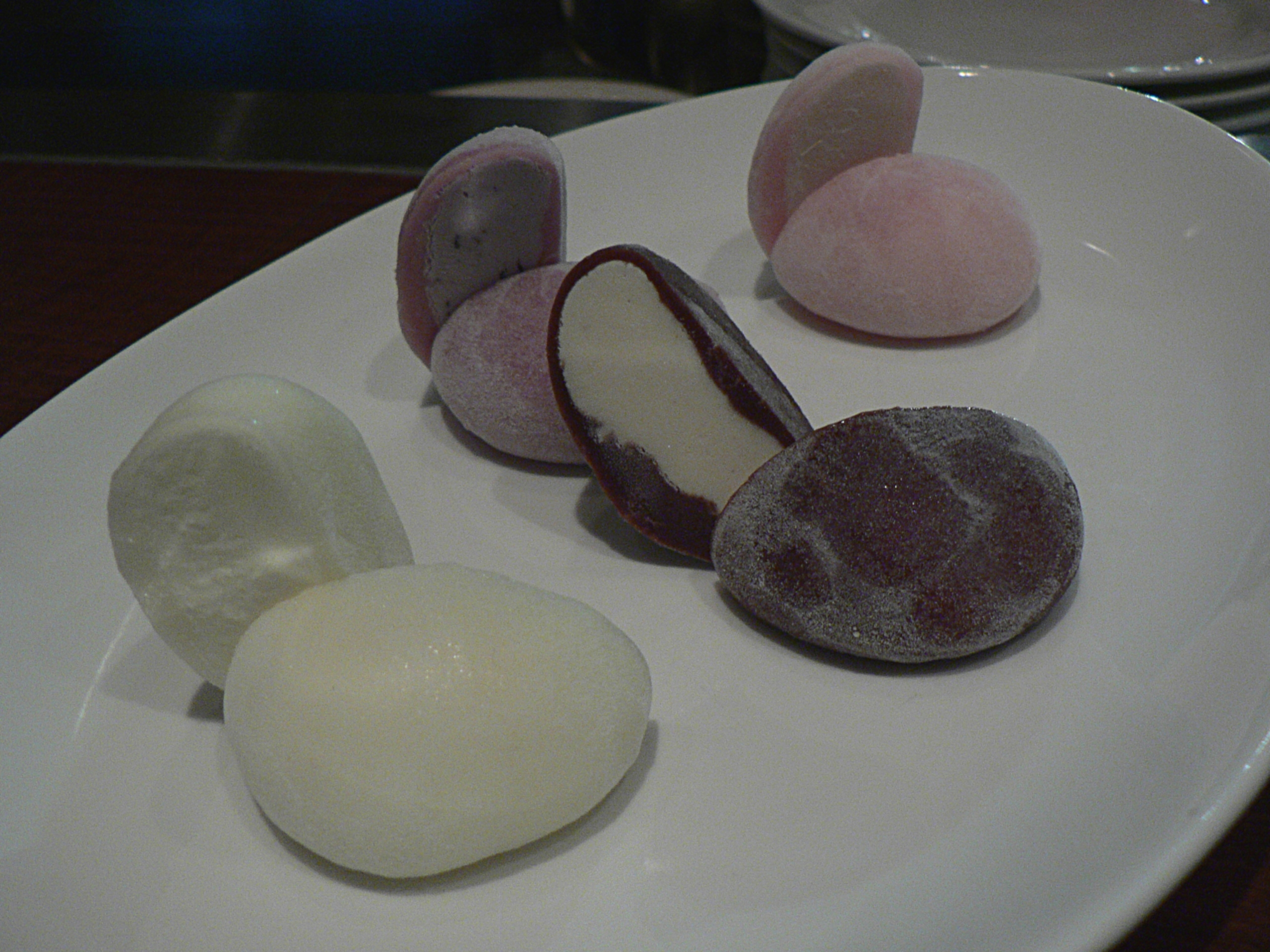
Юкімії-данґо, також морозиво-мочі